# Mario Party: The Top 100
Mario Party: The Top 100, conhecido no Japão como Mario Party 100 Minigame Collection (マリオパーティ１００ ミニゲームコレクション, Mario Pāti 100 Minigēmu Korekushon), é um jogo eletrônico de grupo desenvolvido pela NDcube e publicado pela Nintendo para o Nintendo 3DS. É o quinto jogo da série portátil de Mario Party e é principalmente uma compilação de 100 minijogos da série. Foi lançado pela primeira vez na América do Norte em novembro de 2017, e foi lançado nas regiões PAL e no Japão em dezembro de 2017. É o terceiro e último jogo Mario Party para o console Nintendo 3DS. Uma entrada semelhante no Nintendo Switch, Mario Party Superstars, foi anunciada e lançada em 2021.

## Jogabilidade

Peach, Daisy, Luigi, e Mario competindo no minijogo Booksquirm de Mario Party 4.

Mario Party: The Top 100 apresenta 100 minijogos que eram apresentados anteriormente em jogos anteriores da série Mario Party, todos retirados das entradas do console doméstico. A maioria dos minijogos foi visualmente atualizada a partir dos originais. Vários minijogos que apareciam nos jogos Mario Party para o Wii foram retrabalhados para funcionar corretamente no Nintendo 3DS, que não possui os controles de movimento do Wii. O jogo apresenta vários modos de jogo; Em Minigame Match, os jogadores se revezam se movendo em torno de um único tabuleiro de jogo, com o objetivo de coletar o máximo de moedas e estrelas como nos títulos anteriores de Mario Party. Minigame Island consiste em jogar minijogos pré-selecionados para avançar ao longo de um caminho linear. O jogo também inclui um modo de jogo livre no qual o jogador pode escolher quais minijogos jogar. 41 dos 100 minijogos do jogo devem ser desbloqueados jogando-se primeiro em Minigame Island. O jogo suporta o modo multijogador para até quatro jogadores, seja por meio do uso de cópias individuais do jogo ou por meio de download 3DS, com apenas o jogador exigindo uma cópia do jogo.

## Recepção
De acordo com o Metacritic, o jogo recebeu "críticas mistas ou medianas". Kirstin Swalley da Hardcore Gamer criticou o jogo por apresentar apenas um mapa de tabuleiro e afirmou que o jogo carecia da "natureza complexa e competitiva" dos jogos anteriores.
Matt West, do Nintendo World Report, considerou o mapa de placa única a "maior decepção" do jogo e afirmou que a configuração original de controle para alguns minijogos não parecia certa no 3DS. Allegra Frank do Polygon sentiu que o modo Minigame Match era superior ao Minigame Island, que ela considerava repetitivo e sem graça devido à ausência de um mapa do tabuleiro.
Mario Party: The Top 100 vendeu 52.181 cópias em sua primeira semana à venda no Japão, o que o colocou em 5º lugar na parada de vendas de jogos eletrônicos em todos os formatos.